# Ixmiquilpan
Ixmiquilpan – miasto w Meksyku, w stanie Hidalgo.